# Metropolia (państwo)

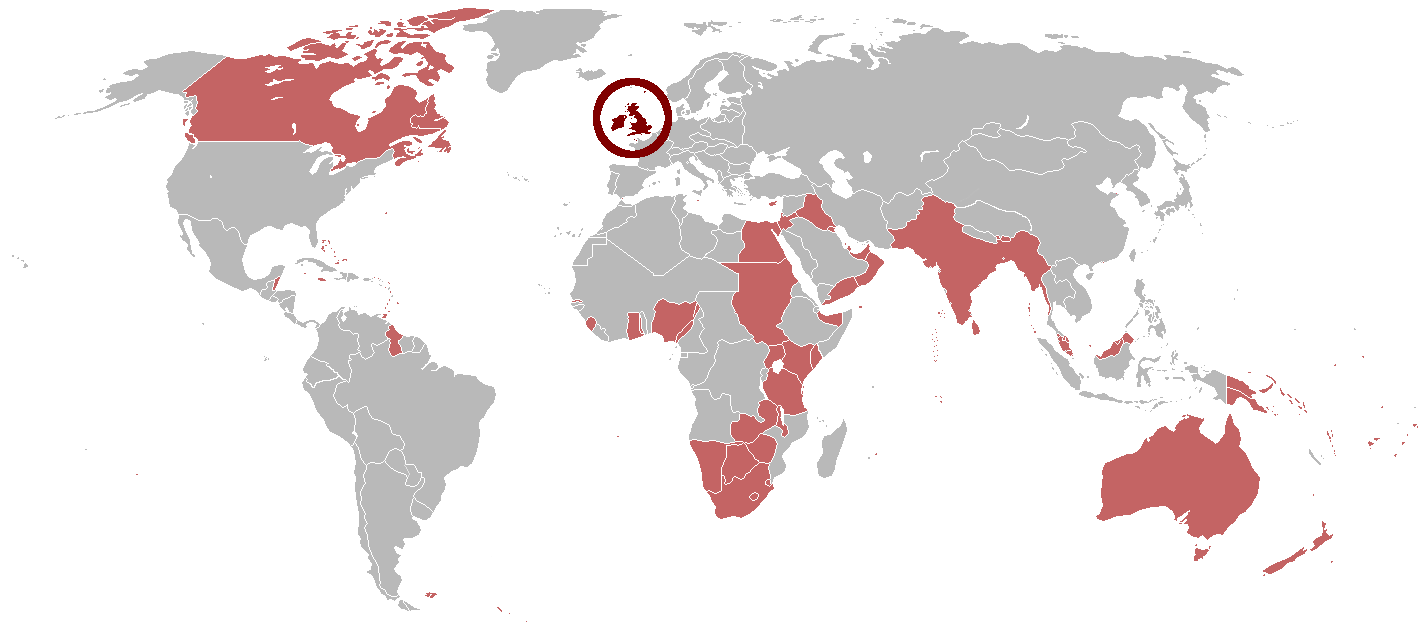
Metropolia imperium brytyjskiego (zaznaczona okręgiem) w 1921 r.

Metropolia (stgr. μητρόπολις – metrópolis) – ojczyzna lub centralne terytorium imperium kolonialnego. Termin ten był używany w zakresie imperiów brytyjskiego, francuskiego i portugalskiego do oznaczania ich europejskich terytoriów, w odróżnieniu od terytoriów kolonialnych lub zamorskich.